# 三鷹市立高山小学校
三鷹市立高山小学校（みたかしりつたかやましょうがっこう）は、三鷹市牟礼に位置する公立小学校。